# Ambrief
Ambrief är en kommun i departementet Aisne i regionen Hauts-de-France i norra Frankrike. Kommunen ligger  i kantonen Oulchy-le-Château som ligger i arrondissementet Soissons. År 2022 hade Ambrief 81 invånare. 
Ambrief ligger omkring 10 kilometer sydost om Soissons och 30 kilometer nordost om Villers-Cotterêts. Vid östra sidan av byn finns ett skogsområde, medan resten av kommunen är jordbruksland.

## Befolkningsutveckling
Antalet invånare i kommunen Ambrief
Referens: INSEE